# Franska gemenskapskommissionen

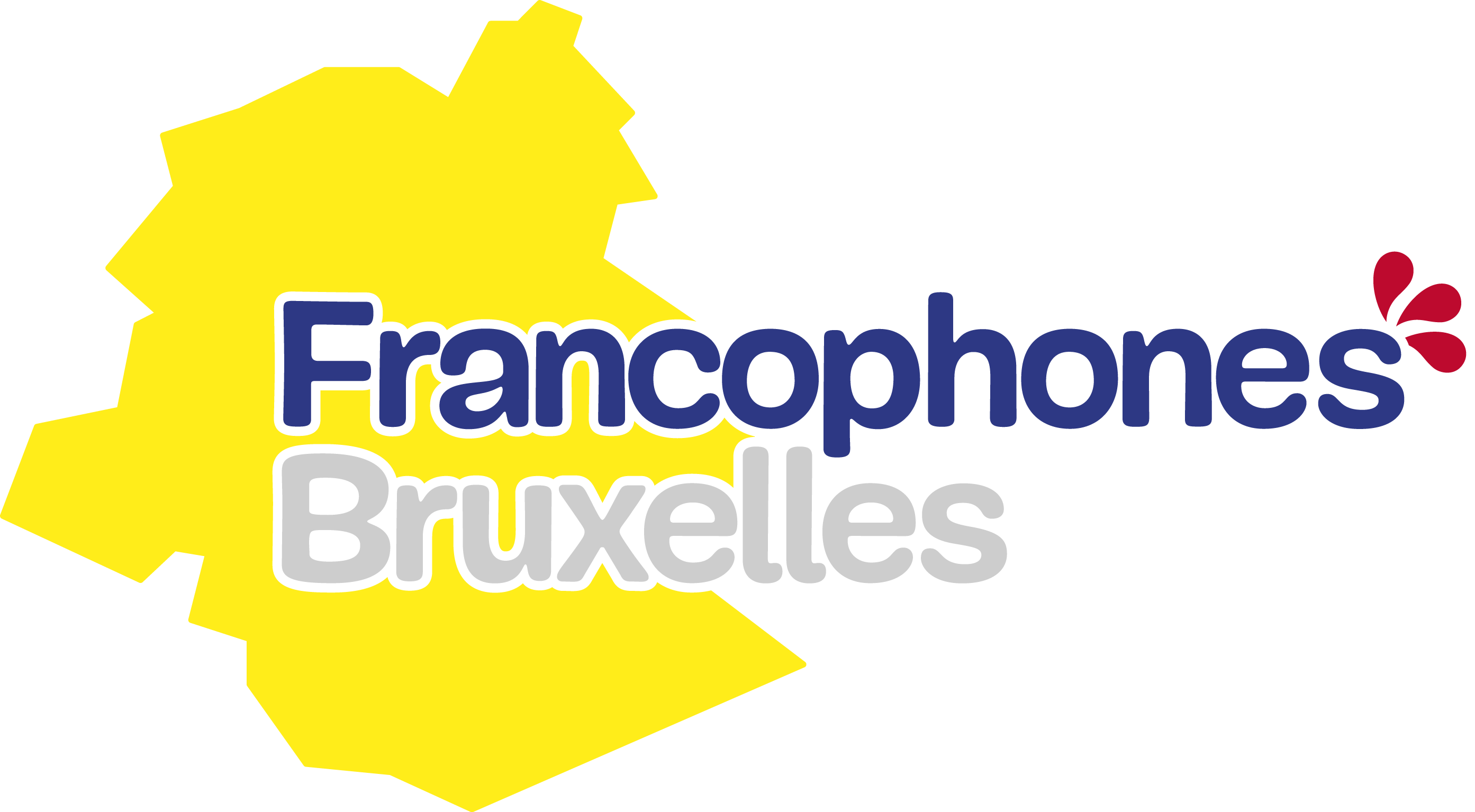
Franska gemenskapskommissionens logotyp

Franska gemenskapskommissionen (franska: Commission communautaire française) är den Franska gemenskapens regionala representation i Bryssel, en av Belgiens tre federala regioner. Gemenskapskommissionen lyder under Franska gemenskapen och Bryssels franskspråkiga parlament (franska: Parlement francophone bruxellois). Organet upprättades genom en ändring av Belgiens konstitution och trädde i kraft den 12 januari 1989.
För de frågor som inte i sin helhet är franska finns den Gemensamma gemenskapskommissionen. Den gemensamma kommissionen har ansvar för frågor som delas mellan de franska och flamländska gemenskaperna. Flamländska gemenskapen representeras regionalt i Bryssel av Flamländska gemenskapskommissionen.